# 玉龙山谷精草
玉龙山谷精草（学名：Eriocaulon rockianum）为谷精草科谷精草属下的一个变种。

## 扩展阅读
維基物種上的相關：玉龙山谷精草